# Boss Tenors in Orbit
Boss Tenors in Orbit è un album di Gene Ammons e Sonny Stitt, pubblicato dalla Verve Records nel 1962. Tutti i brani furono registrati nel febbraio del 1962 al Van Gelder Studio di Englewood Cliffs, New Jersey (Stati Uniti).

## Tracce
Lato A
1. Long Ago, and Far Away – 6:15 (Ira Gershwin, Jerome Kern)
2. Walkin' – 5:19 (Richard Carpenter (o) Jimmy Mundy)
3. Why Was I Born? – 8:19 (Oscar Hammerstein II, Jerome Kern)

Lato B
1. John Brown's Body – 7:20 (Brano tradizionale)
2. Bye, Bye Blackbird – 9:55 (Mort Dixon, Ray Henderson)

## Musicisti
- Gene Ammons - sassofono tenore
- Sonny Stitt - sassofono tenore
- Sonny Stitt - sassofono tenore e sassofono alto (brano: Walkin')
- Sonny Stitt - sassofono alto (brano: Why Was I Born?)
- Don Patterson - organo
- Paul Weeden - chitarra
- Billy James - batteria